# Ритм перепела
Ритм перепела — это аускультативный феномен, наблюдаемый у больных с митральным стенозом, то есть у тех у кого  в сердце сужено отверстие между левым предсердием и левым желудочком.
В норме у нормостеников, при аускультации области сердца выслушиваются два тона: тон I и тон II.  Ритм перепела состоит из трёх тонов. Первый тон ритма перепела – это усиленный обычный тон I. Второй тон ритма перепела – это обычный тон II, акцентированный во втором межреберье левее грудины. Третий тон – это ТОМК, т.е. тон открытия митрального клапана.

## Механизм образования тонов ритма перепела

Сердце человека

Тон I усилен потому, что при митральном стенозе в диастолу левый желудочек недостаточно наполняется кровью, следовательно, в систолу он будет сокращаться полупустым, а раз так, значит, кардиомиоциты смогут сократиться на больший процент своей длины, напряжение мышечных волокон при их сокращении будет сильнее. Т.е. всё идёт к тому, что усиление мышечного компонента тона I, приводит к усилению громкости самого тона.
Тон II акцентирован во втором межреберье левее грудины потому, что сюда проводятся звуки, создаваемые при смыкании трёх полулунных заслонок клапана лёгочного отверстия, а при митральном стенозе они смыкаются интенсивнее. Почему? Всё дело в том, что при митральном стенозе нарушается отток крови из малого круга кровообращения, поэтому создаётся состояние лёгочной гипертензии. В протодиастолический период будет создаваться больший,  чем в норме  перепад  давлений между правым желудочком и легочным стволом, кровь, устремляясь обратно в правый желудочек, с большей силой закрывает заслонки лёгочного клапана.
ТОМК формируется за счёт того, что створки митрального клапана открываются позже, чем в норме.  На этом фоне удлиняется фаза изоволюметрического расслабления желудочков, напомним,  что в ходе неё в норме происходит уменьшение давления в желудочках, значит, при её удлинении давление в левом желудочке упадет ниже нормы. При открытии митрального клапана кровь, за счёт колоссальной разности давлений будет поступать и из ЛП в ЛЖ очень быстро и ,ударяясь о стенку левого желудочка, формировать тон III.